# Josimar Fidel
Josimar Diego Alejandro Fidel Farfán (Lima, 14 de mayo de 1987) es un cantante y compositor peruano. Tras incursionar en diferentes orquestas de cumbia y salsa, fundó su propia orquesta Josimar y su Yambú, donde es el vocalista principal.

## Carrera

### 1999-2016: comienzos de carrera
Su carrera en la música inició al ingresar a la orquesta, La Novel, a los 12 años. Luego de un tiempo, formó parte de la orquesta de cumbia, Grupo 5, en donde realizó sencillos como «No pensé jamás» e «Imposible olvidarte». Seguidamente, también fue fichado para la Orquesta Mangú. Tras abandonarla, integró después Caribeños de Guadalupe, en donde llegó a ser vocalista.
En el año 2011, fundó su propia orquesta, denominada Josimar y su Yambú. El debut de la orquesta fue en la Discoteca Boom, ubicada en San Juan de Lurigancho.
En abril de 2015, la orquesta  lanza su primer EP, A lo perucho, en el cual destacan temas como «Niñachay», «Con la misma moneda», entre otros. Más tarde, lanza el sencillo, «Cinco años de historia».

### 2017-2018:Salsa peruchayPor culpa de alguien
En marzo de 2017, Josimar estrenó su primer álbum titulado Salsa perucha, en el que estuvo involucrado su propia casa disquera. El álbum está compuesto por 15 temas musicales como «Contigo Perú», «He sentido el amor», «Mala mujer» y «María Teresa».
En junio de 2017, tras haber alcanzado gran repercusión, Josimar y su Yambú estrenaron su segundo álbum titulado Por culpa de alguien. En esta oportunidad, trabajaron junto al sello discográfico JJRecords, 15 canciones como «Tributo al Grupo Niche», «No te creas tan importante», «No tengo dinero» y «Qué sorpresa».
Para Josimar y su Yambú, uno de sus mayores éxitos en esa época fue «Porque un hombre no llora», estrenado a principios de 2018, compuesto por el músico brasileño Roni dos Teclados. Este sencillo logró posicionarse en los primeros puestos de las listas musicales del Perú, y también fue versionado por otras agrupaciones.[cita requerida]

### 2018:QuédateyGuarachando
En febrero de 2019, el conjunto estrenó el EP Quédate, cuyos temas más destacados son: «Dime que te quedarás», «La chismosa» y «La duda». Seguidamente, lanzaron otro EP, Contigo Perú, en el cual destacan temas como «Gitana», «Necesito tu amor», «Será» y «Tú sin mí». En marzo, se lanzó el tercer álbum de la agrupación, titulada como Guarachando, que está compuesta por temas como «De mi enamórate», «Cambió mi corazón», «Cobarde» y «Dónde está el amor», entre otros. En marzo, se dio a conocer el tema «Cómo mirarte Remix», que fue seguida en octubre de ese mismo año por la canción «Con él», versionada en salsa en colaboración de los intérpretes Jonathan Moly y Ezio Oliva, este último volvió a colaborar en noviembre en «Esa hembra es mala».
Como parte de varias presentaciones, en junio de 2018 se presentaron en distintos lugares del continente europeo. En su retorno al Perú, la orquesta se preparó para presentarse en el Kímbara VIP de Lince, donde compartieron escenario con Orquesta Mangú, A Conquistar y Gaby Zambrano y La Sonerísima. Más adelante, Josimar y su Yambú compuso una canción en relación con la selección peruana de fútbol por el Mundial de Rusia 2018. Por otro lado, fue telonero de Romeo Santos en su presentación en el Estadio Nacional en noviembre de 2018. En abril, participó en la primera temporada del programa de América Televisión, El artista del año, en donde fue eliminado el 23 de junio del mismo año. En agosto, lanzó una colaboración con Daniela Darcourt, titulada como «El estúpido».  A finales del año, Josimar anunció el lanzamiento de su propio libro biográfico y una miniserie, titulada Josimar, el protagonista en YouTube.

### 2019-presente:Pienso en tiyEl comienzo
En 2019, lanza su cuarto álbum Pienso en ti, de 12 canciones, siendo esta su primera producción con composiciones propias.
En abril de 2021, vuelve a participar en El artista del año para la séptima temporada, en donde obtuvo el primer puesto, por delante de Pamela Franco y La Uchulú.
En enero de 2022, presenta su quinto álbum titulado El comienzo, conformado por ocho temas.

## Vida personal
Josimar Fidel creció en una familia de clase media, en la localidad de Barrios Altos.

### Relaciones sentimentales y familia
Durante una de las presentaciones efectuadas por la Orquesta Mangú en La Victoria, conoció a Milagros Aliaga, madre de su hija Jonely Fidel, y pareja durante seis años. En 2011, Aliaga lo denunció por abandono de hogar.
En 2011, comienza una relación con Andrea García. Con ella, tuvo un hijo, se casaron simbólicamente y luego, se separaron en 2014.
En 2017, comienza otra relación con Gianella Ydoña, con quien tiene otro hijo y contrajo matrimonio en diciembre de 2017. Como pareja, se separaron en febrero de 2019. Sin embargo, pese a que Josimar afirme haberse casado con Ydoña simbólicamente, ella asegura que el matrimonio fue religioso y no se ha dado a cabo un divorcio.
En septiembre de 2019, comienza una relación con María Fe Saldaña. Se comprometieron simbólicamente en dos ocasiones, en febrero de 2020 y en marzo de 2021. Tras la revelación de una supuesta infidelidad por parte de Josimar, quien se encontraba realizando una gira en Miami, se separaron en septiembre de 2021, mientras Saldaña se encontraba embarazada del cantante. El 18 de diciembre de 2021, Saldaña dio a luz a su hija Jeilani.

## Imagen publicitaria
En inicios de 2021, Josimar anunció su apoyo hacia César Acuña, candidato por Alianza para el Progreso en las elecciones presidenciales, además de componer «César Acuña presidente», canción que lleva la melodía de «El aventurero».

## Discografía

### Álbumes de estudio
Josimar y su Yambú
- 2017: Salsa perucha
- 2017: Por culpa de alguien
- 2018: Guarachando
- 2019: Pienso en ti
- 2022: El comienzo

## Filmografía
| Año  | Título                   | Rol          | Difusión           | Notas                       |
| ---- | ------------------------ | ------------ | ------------------ | --------------------------- |
| 2018 | El artista del año       | Participante | América Televisión | Primera temporada.          |
| 2019 | Josimar, el Protagonista | Él mismo     | YouTube            |                             |
| 2019 | Josimar, el Protagonista | Él mismo     | Netflix            |                             |
| 2021 | El artista del año       | Participante | América Televisión | Séptima temporada. Ganador. |

## Premios y nominaciones
| Año  | Premio                            | Categoría                            | Trabajo nominado   | Resultado | Refs.                |
| ---- | --------------------------------- | ------------------------------------ | ------------------ | --------- | -------------------- |
| 2018 | Premios Platinum Panamericana     | Cantante nacional masculino          | Josimar y su Yambú | Ganador   | [ 57 ]               |
| 2018 | Premios Platinum Panamericana     | La más más del año (canción del año) | «La protagonista»  | Ganador   | [ 57 ]               |
| 2019 | Premios Platinum Panamericana     | Artista del año                      | Josimar y su Yambú | Nominado  | [ 58 ]               |
| 2019 | Premios Platinum Panamericana     | Voz masculina del año                | Él mismo           | Ganador   | [ 59 ]               |
| 2019 | Salsómetro del Verano de Radiomar | Mejor solista                        | Él mismo           | Nominado  | [ 60 ] [ 61 ] [ 62 ] |
| 2019 | Salsómetro del Verano de Radiomar | Mejor voz masculina                  | Él mismo           | Ganador   | [ 60 ] [ 61 ] [ 62 ] |
| 2019 | Salsómetro del Verano de Radiomar | Mejor club de fans                   | Él mismo           | Ganador   | [ 60 ] [ 61 ] [ 62 ] |
| 2019 | Salsómetro de Radiomar            | Mejor voz masculina                  | Él mismo           | Ganador   | [ 63 ]               |
| 2020 | Premios Heat Latin Music          | Mejor artista región sur             | Josimar y su Yambú | Nominado  | [ 64 ] [ 65 ] [ 66 ] |
| 2020 | Premios Radiomar                  | La caliente del año                  | «El aventurero»    | Nominado  | [ 67 ] [ 68 ]        |
| 2020 | Premios Radiomar                  | La caliente del año                  | «Tú te lo pierdes» | Nominado  | [ 67 ] [ 68 ]        |
| 2020 | Premios Radiomar                  | Artista masculino                    | Él mismo           | Nominado  | [ 69 ] [ 68 ]        |